# Дети кукурузы (рассказ)
«Дети кукурузы» (англ. Children of the Corn) — рассказ американского писателя Стивена Кинга, впервые опубликованный в мартовском номере журнала Penthouse в 1977 году. В 1978 вошёл в сборник Ночная смена. Рассказ входит в сборник рассказов «Стивен Кинг идёт в кино».

## Сюжет
В 1976 году путешествующие на автомобиле муж с женой сворачивают с автострады, чтобы сократить путь, и неожиданно наезжают на маленького мальчика, которому перерезали горло, и чьё тело выбросило на дорогу. Спеша отвезти его в ближайший город, супруги оказываются в совершенно заброшенном месте, окружённом бескрайними полями кукурузы. Но это не просто кукуруза — это прибежище недоброжелательных обитателей этих мест. Как оказалось, 12 лет назад в Гатлине власть захватила группа радикально настроенных верующих детей. Согласно их учению, которое основывается на Ветхом Завете, в городе действует жестокие правила, в соответствии с которым все юноши и девушки, достигшие девятнадцатилетия, а затем и восемнадцатилетия, подлежат принесению в жертву Тому, кто обходит ряды.

## Герои
- Берт — бывший военный санитар времён Вьетнамской войны.
- Вики — жена Берта.
- Исаак — главный проповедник Гатлина, 9 лет.
- Ахаза — мальчик, которого сбил Берт.
- Малахия — 18-летний юноша, который убил Ахаза и первым отправился в качестве жертвы Тому, кто обходит ряды.

## Экранизации
В 1983 году по мотивам рассказа был снят короткометражный фильм «Апостолы Ворона».
Рассказ послужил основой для создания целой серии фильмов ужасов с общим названием «Дети кукурузы». Первый фильм с названием «Дети кукурузы» вышел в 1984 году, после чего последовали сиквелы в 1992, 1994, 1996, 1998, 1999, 2001 и 2011 годах.
26 сентября 2009 на американском канале Syfy прошла премьера телевизионного фильма «Дети кукурузы». Сценарий к этой экранизации написан режиссёром телефильма Дональдом Борчерсом и Стивеном Кингом.
В 2023 году на видеостриминговом сервисе Shudder выйдет приквел экранизации 1984 года.

## В музыке
Группа Korn использовала мотивы детской жестокости на своём дебютном альбоме Korn 1994 года. Такое же название имеет их песня «Children of the Korn» с их третьего альбома Follow The Leader 1998 года.